# Aspen Park
Aspen Park és una concentració de població designada pel cens dels Estats Units a l'estat de Colorado. Segons el cens del 2000 tenia 874 habitants.

## Demografia
Segons el cens del 2000, Aspen Park tenia 874 habitants, 326 habitatges, i 251 famílies. La densitat de població era de 143,6 habitants per km².
Dels 326 habitatges en un 38,3% hi vivien nens de menys de 18 anys, en un 69,6% hi vivien parelles casades, en un 4,6% dones solteres, i en un 23% no eren unitats familiars. En el 17,8% dels habitatges hi vivien persones soles el 2,1% de les quals corresponia a persones de 65 anys o més que vivien soles. El nombre mitjà de persones vivint en cada habitatge era de 2,68 i el nombre mitjà de persones que vivien en cada família era de 3,05.
Per edats la població es repartia de la següent manera: un 27,7% tenia menys de 18 anys, un 4,8% entre 18 i 24, un 34,8% entre 25 i 44, un 26,5% de 45 a 60 i un 6,2% 65 anys o més.
L'edat mediana era de 39 anys. Per cada 100 dones de 18 o més anys hi havia 106,5 homes.
La renda mediana per habitatge era de 69.712 $ i la renda mediana per família de 71.250 $. Els homes tenien una renda mediana de 51.094 $ mentre que les dones 36.875 $. La renda per capita de la població era de 30.383 $. Cap de les famílies i el 2,1% de la població estaven per davall del llindar de pobresa.

## Poblacions més properes
El següent diagrama mostra les poblacions més properes.